# 시부얀땃쥐
시부얀땃쥐(Crocidura ninoyi)는 땃쥐과에 속하는 포유류의 일종이다. 필리핀에서 발견된다.